# 카우타르 벤 하니야
카우타르 벤 하니야(아랍어: كوثر بن هنية, 영어: Kaouther Ben Hania, 1977년 8월 27일 ~ )는 튀니지의 영화 감독, 영화 각본가이다.

## 작품 목록
- 나무손 (2013, 단편)
- 튀니지의 샬라 (2013)
- 눈을 싫어하는 자이네브 (2016)
- 미녀와 개자식들 (2017)
- 셰이크의 수박 (2018, 단편)
- 피부를 판 남자 (2020)
- Four Daughters (2023, 다큐)